# 崔伯銓

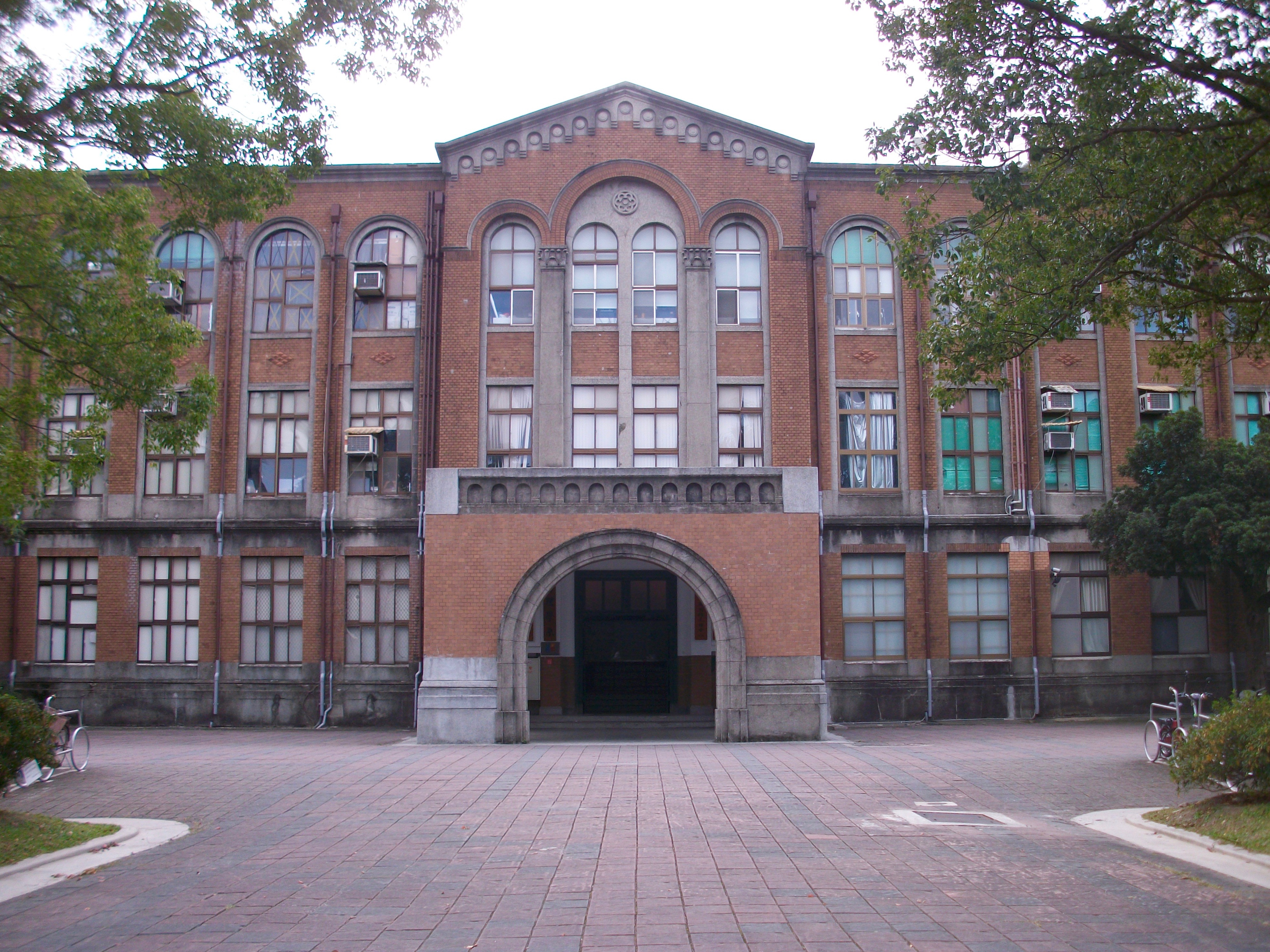
早年的臺大物理系系館（臺大二號館）

崔伯銓（1927年10月2日—），生於江蘇省海門縣，是臺灣物理光學家。他自國立臺灣大學物理學系取得學士學位之後，於1953年進入該系工作，服務於該系光學實驗室:37。1962年，他到瑞典乌普萨拉大学研究光譜學，返臺後自行研製滑行火花放電光源，使得原子游離態光譜實驗有更好的設備:38。1958年，崔伯銓接替方聲恆主持了光學實驗室:465:873。日後崔伯銓與他的團隊也在鋅、鈉、鎂等元素光譜中發現了一些未曾有文獻發表的譜線，其中鋅的未知光譜線就發現了700多條:38:13。在這段期間，崔伯銓也曾研製投影機等器件，替地質系製造伊伯特攝譜儀，以及和許雲基合製氦氖雷射:38。
1971年8月，崔伯銓接任臺大物理系系主任，並於1977年7月卸任。1978年起，他主要致力於該系普通物理實驗儀器、講義與內容的研製、革新與設計:38。原先由崔伯銓主持的光學實驗室則交由曹培熙主持:465。
另外，根據國立臺灣大學校方於2013年出版的校史稿顯示，崔伯銓曾於1951年以物理學系教授的身份提議建造傅鐘以紀念該校已故校長傅斯年。然而崔伯銓是在1953年才開始在國立臺灣大學物理學系任職的:37，且2004年版的校史稿則說明是植物系的柏銓所提議。崔伯銓被認為是「臺大物理系務實精神的代表」:37。

## 著作
- 《鋁單晶之塑性變形》，1952年[9]。
- 《氦-氖雷射的鋁冷陰極表面處理》，1975年[10]。
- 《光學》，1975年[11]。
- 《普通物理學》，1977年[12]。
- 《台灣花蓮豐田軟玉礦床之礦物研究》，1978年[13]。
- 《大學校院普物教學及實驗現況:醫農生物類組》，1986年[14]。
- 《鈉鎂鋅真空紫外光譜之研究》，1991年[15]。
- 《自製普通物理實驗儀器之經驗》，1991年[16]。

## 外部連結
- 國立臺灣大學物理學系 （页面存档备份，存于）（繁體中文）

| 教育職務             | 教育職務                     | 教育職務      |
| -------------------- | ---------------------------- | ------------- |
| 國立臺灣大學物理學系 |                              |               |
| 前任： 黃振麟        | 系主任 1971年8月 ~ 1977年7月 | 繼任： 鄭伯昆 |